# Banque de commerce et d'industrie de Samara
La banque du commerce et de l'industrie de Samara (Здание Русского Торгово-Промышленного банка) est un édifice classé au patrimoine architectural régional de la ville de Samara en Russie. L'édifice se trouve à l'angle de la rue Kouïbychev (anciennement rue de la Noblesse) et de la rue des Pionniers (anciennement rue de la Résurrection). 

## Histoire

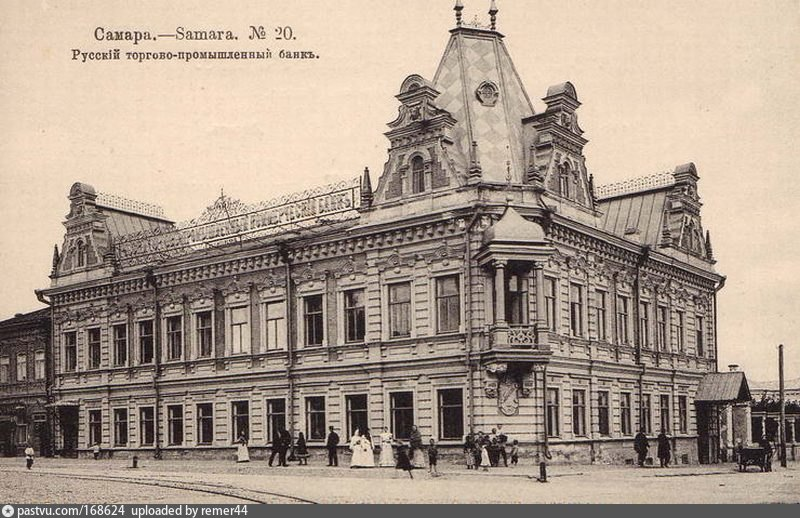
Carte postale du début du XXe siècle.

L'édifice à l'angle de la rue de la Noblesse (55, Dvorianskaïa) et de la rue de la Résurrection (48, Voskressenskaïa) est un hôtel particulier construit en 1878 en style classique. Il appartient à un riche marchand, Alexeï Prokhorovitch Kojevnikov, qui le vend dans les années 1880 au marchand Nikolaï Fiodorovitch Dounaïev, brasseur et distillateur fortuné de la ville. Celui-ci le donne en location dans un premier temps en 1896 à la filiale de Samara de la banque du commerce et de l'industrie dont le siège est à Saint-Pétersbourg et qui compte parmi les grandes banques d'avant la Révolution.
Le bâtiment est finalement racheté par la banque en 1899. Celle-ci commande à l'architecte moscovite Alexandre Zelenko - qui demeure alors à Samara comme architecte de la ville de 1897 à 1900 - de réaménager le bâtiment. Les travaux sont terminés à la fin de l'année 1899 en ajoutant sur la toiture des éléments de style Henri IV, ce qui est plutôt inhabituel à Samara, et des détails néo-russes sur les façades. Deux toits en cônes de style Henri IV dominent le bâtiment à chaque bout et un grand au milieu à l'angle des rues se trouve au-dessus d'un balcon surmonté d'un auvent. Les façades sont ornées de détails rustiqués (stucs, mascarons, coquilles Saint-Jacques, consoles à feuille d'acanthe...). L'édifice acquiert alors un aspect plutôt pompeux, marque de sa « respectabilité ». En 1902, le bâtiment annexe de service au fond de la cour, avec une aile d'appartements donnant sur la rue de la Noblesse, sont terminés; on y arrange dans la cour un jardinet bordé de grilles de fer forgé avec un portail donnant rue de la Résurrection.
Dans le bâtiment d'angle principal de la banque, on trouvait au rez-de-chaussée le bureau administratif, la comptabilité, la salle de dépôt, la salle pour le public, le bureau du directeur ; au premier étage, il y avait des bureaux, un salon, des chambres pour les invités, des chambres pour le directeur et le chef comptable et une salle à manger. Dans l'aile de service, une buanderie, une remise à calèches, une écurie, une grange étaient disposées au rez-de-chaussée ; au premier étage il y a un grenier à foin, une salle de séchage, des entrepôts, des pièces pour sécher les sacs pour les marchandises. Une petite aile de côté bâtie en briques rouges abritait les appartements des employés donnant sur la rue de la Noblesse, et derrière sur la cour. La banque dans sa nouvelle installation est ouverte au public le 12 février 1900, deux jours après un banquet d'inauguration. Le premier directeur (de 1896 à 1905) est Alexandre Semionovitch Medvedev.
Le ministère des finances du comité des membres de l'Assemblée constituante y emménage quelques mois en 1918, avant que le pouvoir soviétique ne s'installe à Samara: il est alors nationalisé en novembre 1918 et différentes organisations s'y installent (on entrepose des objets confisqués: livres, instruments musicaux, œuvres d'art anciennement de demeures privées et de la « bourgeoisie en fuite », etc. au rez-de-chaussée; ils sont ensuite distribués dans différents musées ou vendus), puis un dispensaire régional contre la tuberculose, devenu plus tard municipal y est aménagé en 1936. Il prend le nom de dispensaire clinique anti-tuberculeux Postnikov de Samara. Il accueille enfin la chaire de phtisiatrie et de pulmonologie de l'université de médecine de Samara. Le 19 novembre 1966, le bâtiment reçoit le statut d'objet inscrit au patrimoine architectural d'importance locale; mais au fil des décennies il perd ses éléments décoratifs et nécessite d'être restauré.
Une restauration de fond intervient en 2015-2016 sous l'égide de la municipalité en préparation de la coupe du monde de football de 2018.
Aujourd'hui, l'immeuble qui a pleinement retrouvé son lustre abrite des bureaux. L'on remarque notamment les détails de stuc et la ferronnerie de la toiture.